# Reiko Füting
Reiko Füting (* November 1970 in Königs Wusterhausen) ist ein deutscher Komponist.
Reiko Füting wurde 1970 in Königs Wusterhausen geboren. Frühzeitigem Klavier- und Kompositionsunterricht an verschiedenen Berliner Musikschulen folgte eine umfassende musikalische Ausbildung an den Spezialklassen für Musik und als Sänger des Rundfunk-Jugendchores in Wernigerode. Er studierte Komposition und Klavier an der Hochschule für Musik Carl Maria von Weber in Dresden, in den USA an der Shepherd School of Music, der Rice University in Houston (Texas) und an der Manhattan School of Music in New York, sowie an der Seoul National University in Südkorea. Zu seinen wichtigsten Lehrern zählt er die Komponisten Jörg Herchet und Nils Vigeland sowie den Pianisten Winfried Apel; Kurse besuchte er u. a. bei Edisson Denissow, Christian Wolff und Tristan Murail (Komposition) sowie Elisabeth Schwarzkopf, Olaf Bär und Semion Skigin (Liedbegleitung).
Nach einem Lehrauftrag für Vokale Korrepetition an der Hochschule für Musik und Theater Rostock wurde Reiko Füting im Jahr 2000 als Professor für Komposition und Musiktheorie an die Manhattan School of Music berufen, wo er seit 2005 auch die Abteilung Musiktheorie leitet. Als Gastdozent ist er an Universitäten und Musikhochschulen in China (Changchun, Peking, Shenyang), Deutschland (Berlin, Dresden, Leipzig, Magdeburg, Rostock), Kolumbien (Bogotá, Medellîn), Russland (Moskau), Südkorea (Seoul) und den USA (Baltimore, Hempstead, New York, Oberlin, Princeton) eingeladen worden.
Neben seiner pädagogischen Arbeit ist Reiko Füting als Komponist, Pianist, Liedbegleiter und Chordirigent aktiv und in bedeutenden Konzertsälen und auf Festivals in Belgien, Bulgarien, Deutschland, England, Frankreich, Island, Italien, Kolumbien, Kroatien, Luxemburg, den Niederlanden, Norwegen, Österreich, Rumänien, Russland, Spanien, Schweiz, der Tschechischen Republik, Usbekistan, China, Südkorea, Vietnam, Kolumbien und den USA in Erscheinung getreten. Er erhielt zahlreiche Preise und Stipendien; seine Kompositionen wurden von international renommierten Interpreten und Ensembles aufgeführt, im Rundfunk und Fernsehen übertragen, auf CD veröffentlicht und sind – wie auch seine analytischen Schriften – als Publikationen erschienen.